# Масове вбивство у Розберзі
Масове вбивство у Розберзі (штат Орегон, США) відбулася 1 жовтня 2015 року на території кампуса коледжу Ампква. 26-річний місцевий житель Крістофер Шон Харпер-Мерсер застрелив 9 осіб і поранив ще дев'ятьох на території кампусу, після чого застрелився.

## Передісторія
Це вже другий подібний інцидент у Розберзі. Перший випадок стався 23 лютого 2006 року, коли 14-річний учень Roseburg High School Вінсент Уейн Леудоро, який піддавався знущанням з боку своїх однокласників, тяжко поранив із пістолета 16-річного Джозефа Монті, після чого спробував накласти на себе руки, але прибулі поліцейські запобігли цьому і заарештували того, хто стріляв. У липні 2006 року суд засудив Леудоро до 11 років тюремного ув'язнення .

## Хід подій
У 2015 році згідно свідчень тих студентів, які вижили, злочинець почав стрілянину о 10:38 (UTC-7) в аудиторії № 15, де проходила лекція з вивчення англійської мови .
За словами 18-річної Анесте Бойлан, яка перебувала в той момент в аудиторії, злочинець убив викладача, раптово зробивши постріл в скляні двері. Потім Мерсер увійшов в аудиторію і, направивши зброю на шокованих студентів, наказав їм назвати своє віросповідання. Почувши, що деякі назвали себе християнами, сказав: "Гаразд, раз ви християни, то підете і побачите Бога у цю секунду! ". Після чого відкрив по ним вогонь. Сама Бойлан отримала поранення в хребет і була госпіталізована .
Уходячи, Харпер-Мерсер наказав одному зі студентів залишатися в кутку аудиторії, після чого вручив йому пакет і сказав передати його поліції .
Потім злочинець спробував проникнути в іншу аудиторію, але викладачка закрила двері, і після невдалої спроби відкрити її, він вистрілив крізь двері не менше 18 разів, буквально зрешетивши жінку .
Майже в той же момент стрілка спробував знешкодити 30-річний Кріс Мінц, колишній військовослужбовець збройних сил США. Мінц спробував накинутися на того, хто стріляв, щоб запобігти його вхолу в іншу аудиторію, але злочинець вчасно помітив його і зробив у чоловіка три постріли. Мінц впав на підлогу і прокричав вбивці: "Сьогодні день народження мого сина, йому всього шість!". У відповіді на це Мерсер вистрілив у нього ще двічі.
Приблизно в цей же час на телефон служби порятунку надійшов дзвінок з кампуса. Невідомий повідомив, що по території кампусу ходить озброєний чоловік і стріляє в людей без розбору. Пізніше в поліцію почали надходити й інші дзвінки подібного змісту.
О 10:44 ранку, через шість хвилин після початку стрілянини, до місця події прибули перші поліцейські машини. Шериф Даглас Джон Хенлін, разом зі своїм помічником і співробітником охорони навчального закладу, рушив у бік того, хто стріляв. Побачивши їх, злочинець відкрив вогонь по правоохоронцям . Перестрілка тривала від двох до чотирьох хвилин, після чого, приблизно о 10.48 ранку, поранений у праву руку нападник застрелився в одній з аудиторій . Ніхто зі співробітників поліції не постраждав .

## Нападник
Стрілець — Крістофер Шон Харпер-Мерсер (англ.   Christopher Sean Harper-Mercer), народився 26 липня 1989, місцевий житель, студент заочної форми навчання Umpqua Community College.
Народився в Ланкаширі. До 16 років жив з матір'ю і батьком в Каліфорнії. Потім, після розлучення батьків, разом з матір'ю, перебрався в Орегон, де та отримала престижну посаду. Незважаючи на те, що за рішенням суду батько й мати мали рівні права щодо опіки над сином, до 18 років Харпер-Мерсер не бачився зі своїм батьком.
У 2008 році Мерсер завербувався в новобранці Армії США, але через місяць був звільнений звідти під час проходження курсу підготовки на військовій базі Fort Jackson штат Південна Кароліна. Офіційна версія — «за станом здоров'я». Але колишні товариші по службі розповідали, що Мерсер був звільнений з армії, так як намагався накласти на себе руки, не витримавши емоційних і фізичних навантажень.
У 2009 році Мерсер закінчив Switzer Learning Center для осіб з емоційними проблемами і осіб, що мають проблеми з розумовим розвитком. У 2013 році разом з матір'ю переїхав до містечка Вінчестер, коли мати отримала там роботу.
У їхньому будинку зберігалося не менше 14 одиниць вогнепальної зброї, на які у матері Мерсера був дозвіл. Серед арсеналу було як мінімум два пістолети Glock і гвинтівка AR-15, які завжди перебували в зарядженому стані і лежали у всіх на виду, що суперечить чинному законодавству штату Орегон. За словами сусідів, Мерсери дуже часто виїжджали на стрільбища. Самого Мерсера сусіди описували як «злого молодого чоловіка, вічно невдоволеного життям і ведучого замкнутий спосіб життя». Батько злочинця — Ян Мерсер — пізніше припустив, що у сина була затяжна депресія в зв'язку з проблемами психіки.
К. Мерсер дотримувався антирелігійних і расистських поглядів. Він писав схвальні коментарі в інтернеті з приводу Масового вбивства в «Сенді-Хук» і Стрільби в Айла-Вісті.
Поліції стало відомо, що 1 вересня 2015 року Мерсер отримав лист від адміністрації «Umpqua Community College» про те, що в разі непогашення заборгованості по оплаті навчання в сумі 2021 долар він буде відрахований з коледжу не пізніше 6 жовтня.
30 вересня Мерсер залишив повідомлення на анонімному іміджборді 4chan, в якому повідомив, що збирається влаштувати стрілянину, щоб стати героєм новин. Також в повідомленні він сказав, що відчуває себе дуже замкнуто і самотньо. Там же було написано, що він усвідомлює, що сам по собі — ні на що не здатна нікчема.